# 베니시우 토마스 페헤이라 두스 산투스 페르난지스
베니시우 토마스 페헤이라 두스 산투스 페르난지스(포르투갈어: Venício Tomás Ferreira dos Santos Fernandes, 1994년 3월 13일~)는 브라질의 축구 선수이다.

## 참고 문헌
- “충북 청주 FC 선수 명단”. 《충북 청주 FC》. 충북청주프로축구단.